# Clyde Auditorium
Clyde Audytorium (znane również jako Armadillo) – sala widowiskowa i koncertowa w Glasgow. 
Budynek umiejscowiony jest w dokach rzeki Clyde.
Pomysł wzniesienia nowego budynku, który mieściłby więcej osób niż dotychczasowy, zrodził się w 1995 roku. Clyde Auditorium zaprojektowane zostało przez firmę Foster and Partners. 
Oddano je do użytku w 1997 roku, obecnie posiada 3000 miejsc i jest doskonale skomunikowane z resztą miasta. Od tamtej pory nazywane jest częściej Armadillo z powodu podobieństwa do pancernika. 
Wiele rozwiązań architektonicznych zaczerpnięto z budynku Opery w Sydney, choć nie była ona inspiracją dla tego budynku.
Kształt Clyde Auditorium jest zdaniem projektantów połączeniem serii kadłubów statków i nawiązuje do morskiego dziedzictwa Glasgow.
Budynek szybko stał się jednym z najbardziej rozpoznawalnych w Clydeside.